# مارتي هوبكينز
مارتي هوبكينز (بالإنجليزية: Marty Hopkins)‏ هو لاعب كرة قاعدة أمريكي، ولد في 22 فبراير 1907 في وولف سيتي في الولايات المتحدة، وتوفي في 20 نوفمبر 1963 في دالاس في الولايات المتحدة.

## وصلات خارجية
- مارتي هوبكينز على موقعبيزبول رفرنس.كوم (الدوري الرئيسي) (الإنجليزية)
- مارتي هوبكينز على موقعبيزبول رفرنس.كوم (الدوري الثانوي) (الإنجليزية)